# Чемпионат Европы по лёгкой атлетике 2024 — эстафета 4×400 метров (мужчины)
Соревнования в эстафете 4×400 метров у мужчин на чемпионате Европы по лёгкой атлетике 2024 года прошли 11 и 12 июня в Риме (Италия) на Олимпийском стадионе.
Действующим чемпионом Европы в эстафете 4×400 метров являлась сборная Великобритании.

## Призёры
| Золото | Серебро                                                                             | Бронза                                                                                 |
| Бельгия · Джонатан Сакур · Робин Вандербемден · Дилан Борле · Александр Дом · Флоран Мабий · Кристиан Игюасел | Италия · Лука Сито · Владимир Ачети · Риккардо Мели · Эдоардо Скотти · Брайан Лопес | Германия · Мануэль Зандерс · Жан-Поль Бредау · Марк Кох · Эмиль Агьекум · Лукас Краппе |

Курсивом выделены участники, выступавшие только в предварительных забегах

## Рекорды
До начала соревнований действующими были следующие рекорды.
| Мировой рекорд                   | США · Эндрю Валмон · Куинси Уоттс · Батч Рейнольдс · Майкл Джонсон              | 2:54.29 | Штутгарт (Германия)        | 22 августа 1993 |
| Рекорд Европы                    | Великобритания · Айван Томас · Джейми Болч · Марк Ричардсон · Роджер Блэк       | 2:56.60 | Атланта (США)              | 3 августа 1996  |
| Рекорд чемпионатов Европы        | Великобритания · Пол Сандерс · Крисс Акабуси · Джон Реджис · Роджер Блэк        | 2:58.22 | Сплит (Югославия)          | 1 сентября 1990 |
| Лучший результат сезона в мире   | Университет Арканзаса Тиджей Томлянович Лэнс Лэнг Стивен Макэлрой Джеймс Бенсон | 2:58.83 | Юджин (США)                | 7 июня 2024     |
| Лучший результат сезона в Европе | Бельгия · Дилан Борле · Робин Вандербемден · Джонатан Сакур · Александр Дом     | 3:00.09 | Нассау (Багамские Острова) | 4 мая 2024      |

## Отбор на чемпионат Европы
К соревнованиям были допущены 16 сильнейших сборных Европы, определявшиеся по сумме двух лучших результатов, показанных в период с 1 января 2023 года по 26 мая 2024 года.

## Расписание
| Дата         | Время | Раунд соревнований     |
| ------------ | ----- | ---------------------- |
| 11 июня 2024 | 10:45 | Предварительные забеги |
| 12 июня 2024 | 21:17 | Финал                  |

Время местное (UTC+2:00)

## Результаты
Обозначения: Q — Автоматическая квалификация | q — Квалификация по показанному результату | qR — Квалификация по решению судей | WR — Мировой рекорд | ER — Рекорд Европы | CR — Рекорд чемпионатов Европы | NR — Национальный рекорд | WL — Лучший результат сезона в мире | EL — Лучший результат сезона в Европе | SB — Лучший результат в сезоне | DNS — Не стартовали | DNF — Не финишировали | DQ — Дисквалифицированы

 Автоматическая квалификация  Квалификация по показанному результату  Запасные

### Предварительные забеги
Квалификация: первые 3 команды в каждом забеге (Q) плюс 2 лучших по времени (q) проходили в финал.
Сборные Португалии и Венгрии установили национальные рекорды, которые помогли им отобраться в решающий забег.
Команда Нидерландов, которая в марте 2024 года стала бронзовым призёром чемпионата мира в помещении, без своего лидера Лимарвина Боневасии финишировала на 4-м месте в забеге и не пробилась в число финалистов.
| Место | Команда                                                                               | Забег | Результат | Примечания   |
| ----- | ------------------------------------------------------------------------------------- | ----- | --------- | ------------ |
| 1     | Франция (Давид Сомб, Жиль Бирон, Янн Спилльман, Тео Андан)                            | 2     | 3:00.77   | Q, SB        |
| 2     | Бельгия (Флоран Мабий, Робин Вандербемден, Кристиан Игюасел, Дилан Борле)             | 2     | 3:01.09   | Q            |
| 3     | Германия (Мануэль Зандерс, Марк Кох, Лукас Краппе, Жан-Поль Бредау)                   | 2     | 3:01.44   | Q            |
| 4     | Испания (Иньяки Каньяль, Мануэль Гихарро, Оскар Усильос, Давид Гарсия)                | 2     | 3:01.45   | q, SB        |
| 5     | Великобритания (Льюис Дэйви, Майкл Охиозе, Тоби Харрис, Чарли Карвелл)                | 1     | 3:01.69   | Q, SB        |
| 6     | Португалия (Омар Эльхатиб, Рикарду душ Сантуш, Жуан Коэлью, Эрикссон Тавареш)         | 2     | 3:01.91   | q, NR        |
| 7     | Италия (Брайан Лопес, Владимир Ачети, Риккардо Мели, Эдоардо Скотти)                  | 1     | 3:02.01   | Q            |
| 8     | Венгрия (Эрнё Штейгервальд, Патрик Эньинги, Золтан Валь, Аттила Молнар)               | 1     | 3:02.09   | Q, NR        |
| 9     | Нидерланды (Исайя Бурс, Терренс Агард, Рэмзи Анджела, Исайя Клейн-Иккинк)             | 1     | 3:03.50   |              |
| 10    | Ирландия (Джек Рафтери, Кристофер О’Доннелл, Шон Доггетт, Каллум Бэрд)                | 1     | 3:04.41   | SB           |
| 11    | Украина (Александр Погорилко, Ростислав Голубович, Никита Родченков, Данил Даниленко) | 1     | 3:05.86   | SB           |
| 12    | Чехия (Михал Десенский, Патрик Шорм, Адам Смолка, Филип Кренек)                       | 1     | 3:06.70   |              |
| 13    | Швеция (Каспер Кадестоль, Маркус Торне, Эмиль Юханссон, Давид Тид)                    | 2     | 3:07.71   | SB           |
| 14 !  | Польша (Максимилиан Швед, Кароль Залевский, Игор Богачиньский, Каетан Душиньский)     | 2     | DQ        | TR17.2.3 [a] |
| 14 !  | Швейцария (Жюльен Бонвен, Шарль Деванте, Рикки Петруччани, Лионель Шпиц)              | 1     | DQ        | TR17.2.3 [a] |

a  Дисквалификация в соответствии с правилом 17.2.3 «Несоблюдение беговых дорожек»

### Финал
Финал в эстафете 4×400 метров у мужчин состоялся 12 июня 2024 года. Все команды сохраняли шансы на медали вплоть до последнего этапа. Чемпионский титул Бельгии обеспечил победитель в индивидуальном беге на 400 метров на этом чемпионате Александр Дом. Он первым принял эстафетную палочку и, показав лучшее время среди всех участников эстафеты (43.88), финишировал первым с комфортным преимуществом. Дольше всех за бельгийцем смог удержаться Эдоардо Скотти, завоевавший для Италии серебряную медаль. Третий преследователь Дома, британец Алекс Хейдок-Уилсон, на финишной прямой пропустил вперёд почти всех остальных соперников, переместившись с третьего места на седьмое. Сильнейшими в борьбе за бронзу оказались немцы.
Сборная Бельгии выиграла мужскую эстафету 4×400 метров в 4 раз за последние 6 чемпионатов Европы. Во всех победах поучаствовали братья Борле: в 2024 году в составе в третий раз был Дилан, а в прежние годы членами команды были более старшие близнецы Кевин и Джонатан (в 2012, 2016 и 2018 годах).
| Место | Команда                                                                       | Результат | Результат | Примечания |
| ----- | ----------------------------------------------------------------------------- | --------- | --------- | ---------- |
| 1     | Бельгия (Джонатан Сакур, Робин Вандербемден, Дилан Борле, Александр Дом)      | 2:59.84   |           | EL         |
| 2     | Италия (Лука Сито, Владимир Ачети, Риккардо Мели, Эдоардо Скотти)             | 3:00.81   |           | SB         |
| 3     | Германия (Мануэль Зандерс, Жан-Поль Бредау, Марк Кох, Эмиль Агьекум)          | 3:00.82   |           | SB         |
| 4     | Франция (Жиль Бирон, Янн Спилльман, Мухаммад Кунта, Тео Андан)                | 3:01.43   |           |            |
| 5     | Испания (Иньяки Каньяль, Мануэль Гихарро, Давид Гарсия, Оскар Усильос)        | 3:01.44   |           | SB         |
| 6     | Португалия (Рикарду душ Сантуш, Эрикссон Тавареш, Жуан Коэлью, Омар Эльхатиб) | 3:01.89   | (.887)    | NR         |
| 7     | Великобритания (Тоби Харрис, Майкл Охиозе, Льюис Дэйви, Алекс Хейдок-Уилсон)  | 3:01.89   | (.888)    |            |
| 8     | Венгрия (Эрнё Штейгервальд, Патрик Эньинги, Золтан Валь, Аттила Молнар)       | 3:02.10   |           |            |